# Vaccin 48
Pour plus de détails, voir Fiche technique et Distribution.
Vaccin 48 est un film français de moyen métrage réalisé par Andrew Brunelle, sorti en 1935.

## Synopsis
Le professeur Poponof, un vieux scientifique, vient de découvrir un sérum de vérité. Amédée, un cambrioleur surpris dans son appartement, deviendra le cobaye idéal pour tester la dernière trouvaille du savant. Les effets sont plus que concluants car si Amédée dit la vérité, il la profère à tout le monde et en toutes circonstances. Cette situation provoquera ainsi de nombreuses catastrophes autour de lui.

## Fiche technique
- Réalisation : Andrew Brunelle
- Scénario : Jean Deyrmon
- Photographie : Sammy Brill
- Musique : Paul Fontaine et Jacques Métehen
- Société de production :  BLB Productions
- Lieux de tournage : Studios de Montfermeil
- Pays :  France
- Format : Noir et blanc
- Durée : 46 minutes
- Genre : Moyen métrage
- Date de sortie : 
  - France : 12 avril 1935

## Distribution
- Robert Goupil : Amédée, le cambrioleur qui sert de cobaye au Professeur Poponof
- Alice Tissot : tante Pauline
- Geo Lastry : le professeur Poponof, l'inventeur d'un sérum de vérité
- Régine Paris : Monique
- Marcelle Demarne : la bonne
- Paul Chartrettes : le cousin Gaston